# Karl Traugott Zeuner
 (janvier 2025).
Si vous disposez d'ouvrages ou d'articles de référence ou si vous connaissez des sites web de qualité traitant du thème abordé ici, merci de compléter l'article en donnant les références utiles à sa vérifiabilité et en les liant à la section « Notes et références ».
Ne doit pas être confondu avec la Charles Zeuner (en) (1795-1857).
Charles Zeuner, en allemand Karl Traugott Zeuner, né le 28 avril 1775 à Dresde et mort le 23 janvier 1841 à Paris, est un pianiste et compositeur saxon.

## Biographie
Il a d'abord étudié le piano à Dresde puis la composition auprès de Daniel Gottlob Türk à Halle. En 1801, il était présenté comme un « musicien de chambre à Berlin ». En 1802, pendant son séjour à Saint-Pétersbourg, il prend des cours auprès de Muzio Clementi. 
Lors d'une séjour ultérieur en Russie, il est le professeur du jeune Mikhaïl Glinka, qui est rebuté par son enseignement théorique, bien qu'il fasse des progrès en tant que pianiste. En plus de son travail d'enseignant, il entreprend des tournées de concerts régulières. Il est à Paris en 1803 et à Vienne en 1805, où il s'installe brièvement. Zeuner admire Ludwig van Beethoven qu'il a rencontré à Vienne. À Saint-Pétersbourg, Zeuner a transmis son enthousiasme et sa compréhension de la musique de Beethoven au prince Nicolas Borisovitch Galitzine (en), aussi promoteur de musique, qui était proche de lui, et qui est ensuite entré en contact avec Beethoven lui-même et auquel il a commandé en 1822 des quatuors pour cordes (les quatuors opus 127, op 130 et op 132 qui lui sont dédicacés).
Il est retourné dans sa ville natale et a continué à faire des tournées en Europe en tant que pianiste concertiste à succès jusqu'à peu de temps avant sa mort lors d'une visite à Paris. 
Charles Zeuner a été un des compositeurs qui ayant mis en musique le poème In questa tomba oscura de Giuseppe Carpani. Il a écrit quelques pièces pour piano, habiles sinon inspirées, de la musique de chambre et des chansons très en vogue à son époque. Ceux-ci comprenaient des fantaisies et variations pour piano, une Polonaise pour duo avec piano op.10, des quatuors à cordes (op.12, 13 et 15), deux concertos pour piano (op.12 en sol et op.13 en mi bémol) et plusieurs ballets.
Il est inhumé au cimetière de Montmartre 22e division. Le médaillon sur la sépulture a été sculpté par Joseph Brian.

## Quelques opus
- Fantaisie pour le pianoforte sur un air de la petite Russie, opus 7 ;
- Polonaise pour duo avec piano opus 10 ;
- Quatuor à cordes en mi bémol majeur, opus 11 ;
- Concerto pour piano no 1 en sol, opus 12 ;
- Concerto pour piano no 2 en mi bémol, opus 13.